# 足利市立山辺小学校
足利市立山辺小学校（あしかがしりつ やまべしょうがっこう）は、栃木県足利市八幡町にある市立小学校。

## 概要
通称は「山辺小」「山小」。栃木県足利市の南部に位置している。
校歌三田忠夫作詞、五月女典夫作曲
服装基本的に決まりは無く、自由である。

## 沿革
- 1873年 - 御厨就新舎の分舎として八幡町「禅定院」本堂を借り受け開校
- 1874年 - 立教舎として独立
- 1883年 - 八幡学校と改称。
- 1886年 - 八幡小学校と改称。
- 1889年 - 八幡尋常小学校と改称。
- 1890年 - 禅定院が焼失し、民家を借り受け学習。
- 1891年 - 現在地に校舎新築
- 1892年 - 山辺尋常小学校と改称。
- 1941年 - 山辺国民学校と改称。
- 1947年 - 山辺町立山辺小学校と改称。
- 1953年 - 足利市立山辺小学校と改称。
- 1973年 - 足利市立南小学校を分離。

## 通学区域
足利市
- 八幡町[2]
- 八幡町1-3丁目
- 借宿町
- 借宿町1丁目
- 中川町
- 田中町
- 西新井町

栃木県足利市の学校であるが、群馬県太田市高瀬町からの越境通学が1964年（昭和39年）から2014年（平成26年）度まで公式に認められていた。太田市高瀬町の本来の通学先であった太田市立毛里田小学校よりも山辺小学校の方が近かったため、太田市が足利市へ委託料を支払うことで特例として許可されていたのである。しかしながら、太田市立駒形小学校が開校すると、高瀬町からの通学距離は山辺小学校と変わらなくなったため、越境通学者は減少し、2014年（平成26年）度におおむね終了した。

## 進学先中学校
- 足利市立山辺中学校

## 交通
- 東武鉄道伊勢崎線野州山辺駅から徒歩約13分